# Australia Cup 2025
La Australia Cup 2025, anche nota come Hahn Australia Cup per motivi di sponsorizzazione, è la 12ª edizione della coppa nazionale australiana di calcio. La competizione è iniziata il 22 luglio 2025 (con i turni preliminari iniziati il 31 gennaio) e terminerà nel settembre 2025 con la finale. La squadra campione in carica è il Macarthur FC.

## Calendario
Il calendario del torneo è il seguente:
| Turno                | Sorteggi       | Date                        | Numero di incontri | Numero di squadre |
| -------------------- | -------------- | --------------------------- | ------------------ | ----------------- |
| Turni preliminari    | Variabili      | 31 gennaio - 18 giugno 2025 | 686                | 718 → 32          |
| Sedicesimi di finale | 25 giugno 2025 | 22-30 luglio 2025           | 16                 | 32 → 16           |
| Ottavi di finale     | 30 luglio 2025 | 9-13 agosto 2025            | 8                  | 16 → 8            |
| Quarti di finale     | 30 luglio 2025 | 19-24 agosto 2025           | 4                  | 8 → 4             |
| Semifinali           | 30 luglio 2025 | 13-14 settembre 2025        | 2                  | 4 → 2             |
| Finale               | 30 luglio 2025 | settembre 2025              | 1                  | 2 → 1             |

## Squadre partecipanti
Alla fase finale della competizione partecipano 32 squadre: 11 partecipanti alla A-League e 21 squadre provenienti dalle serie inferiori e vincitrici dei turni preliminari.
Le prime 9 classificate della A-League 2024-2025 si qualificano direttamente ai sedicesimi di finale. Le altre quattro squadre di A-League partecipano ad un turno parallelo ai preliminari statali per decretare le altre due squadre qualificate.

### A-League
- Adelaide Utd
- Auckland FC
- Macarthur FC
- Melbourne City
- Melbourne Victory
- Newcastle Jets
- Perth Glory
- Sydney FC
- Wellington Phoenix
- Western Sydney
- Western United

### Campionati regionali
- Canberra Croatia
- APIA Leichhardt
- Northern Tigers
- SD Raiders
- Sydney Utd 58
- Cooks Hill Utd
- Weston Bears
- Darwin Olympic
- Brisbane City
- Gold Coast Knights
- Olympic FC
- Peninsula Power
- Adelaide Croatia Raiders
- MetroStars
- South Hobart
- Avondale
- Heidelberg Utd
- Nunawading City
- South Melbourne
- Olympic Kingsway
- Stirling Macedonia

## Turni preliminari
Le squadre affiliate alla federazione nazionale e non partecipanti alla A-League competono in turni preliminari, con formati variabili in base alle regioni, per ottenere la qualificazione alla fase finale della competizione. Tutte le squadre australiane, eccezion fatta per le giovanili delle squadre di A-League, possono iscriversi alla fase preliminare della relativa federazione statale.
I 22 slot riservati alle squadre delle serie inferiori sono assegnati tramite otto turni preliminari, ai quali partecipano un totale di 737 squadre.
| Federazione regionale       | Competizione                    | Qualificate ai sedicesimi |
| --------------------------- | ------------------------------- | ------------------------- |
| FFA                         | A-League                        | 11                        |
| Capital Football            | Capital Football Federation Cup | 1                         |
| Football NSW                | Waratah Cup                     | 4                         |
| Northern NSW                | NNSWF State Cup                 | 2                         |
| Football Northern Territory | NT FFA Cup                      | 1                         |
| Football Queensland         | Kappa Queensland Cup            | 4                         |
| Football South Australia    | SA Federation Cup               | 2                         |
| Football Tasmania           | Milan Lakoseljac Cup            | 1                         |
| Football Victoria           | Dockerty Cup                    | 4                         |
| Football West               | State Cup                       | 2                         |

## Sedicesimi di finale
Il sorteggio per i sedicesimi di finale si è tenuto il 25 giugno 2025. La squadra della divisione più bassa è il Nunawading City, unico club di quarta divisione presente in questa fase.
| Squadra 1                | Risultato       | Squadra 2          |
| ------------------------ | --------------- | ------------------ |
| 22 luglio 2025           |                 |                    |
| Peninsula Power          | 0 - 3           | Western Sydney     |
| Avondale                 | 5 - 1           | Stirling Macedonia |
| Darwin Olympic           | 0 - 9           | Nunawading City    |
| 23 luglio 2025           |                 |                    |
| Northern Tigers          | 0 - 1           | Sydney Utd 58      |
| Adelaide Croatia Raiders | 2 - 3           | Cooks Hill Utd     |
| Heidelberg Utd           | 2 - 0           | Weston Bears       |
| South Hobart             | 1 - 2           | South Melbourne    |
| 27 luglio 2025           |                 |                    |
| Perth Glory              | 1 - 1 (7-8 dtr) | Wellington Phoenix |
| 29 luglio 2025           |                 |                    |
| SD Raiders               | 0 - 5           | Macarthur FC       |
| Gold Coast Knights       | 0 - 4           | Auckland FC        |
| Western United           | 0 - 1           | Sydney FC          |
| Olympic Kingsway         | 4 - 3 (dts)     | Melbourne Victory  |
| 30 luglio 2025           |                 |                    |
| Brisbane City            | 2 - 0           | Olympic FC         |
| Newcastle Jets           | 2 - 1           | Adelaide Utd       |
| Canberra Croatia         | 0 - 4           | MetroStars         |
| APIA Leichhardt          | 2 - 0           | Melbourne City     |